# Kis Medve csillagkép
A Kis Medve (latin: Ursa Minor), avagy a magyar hitvilág szerinti elnevezése: Kis Göncöl, egy csillagkép.

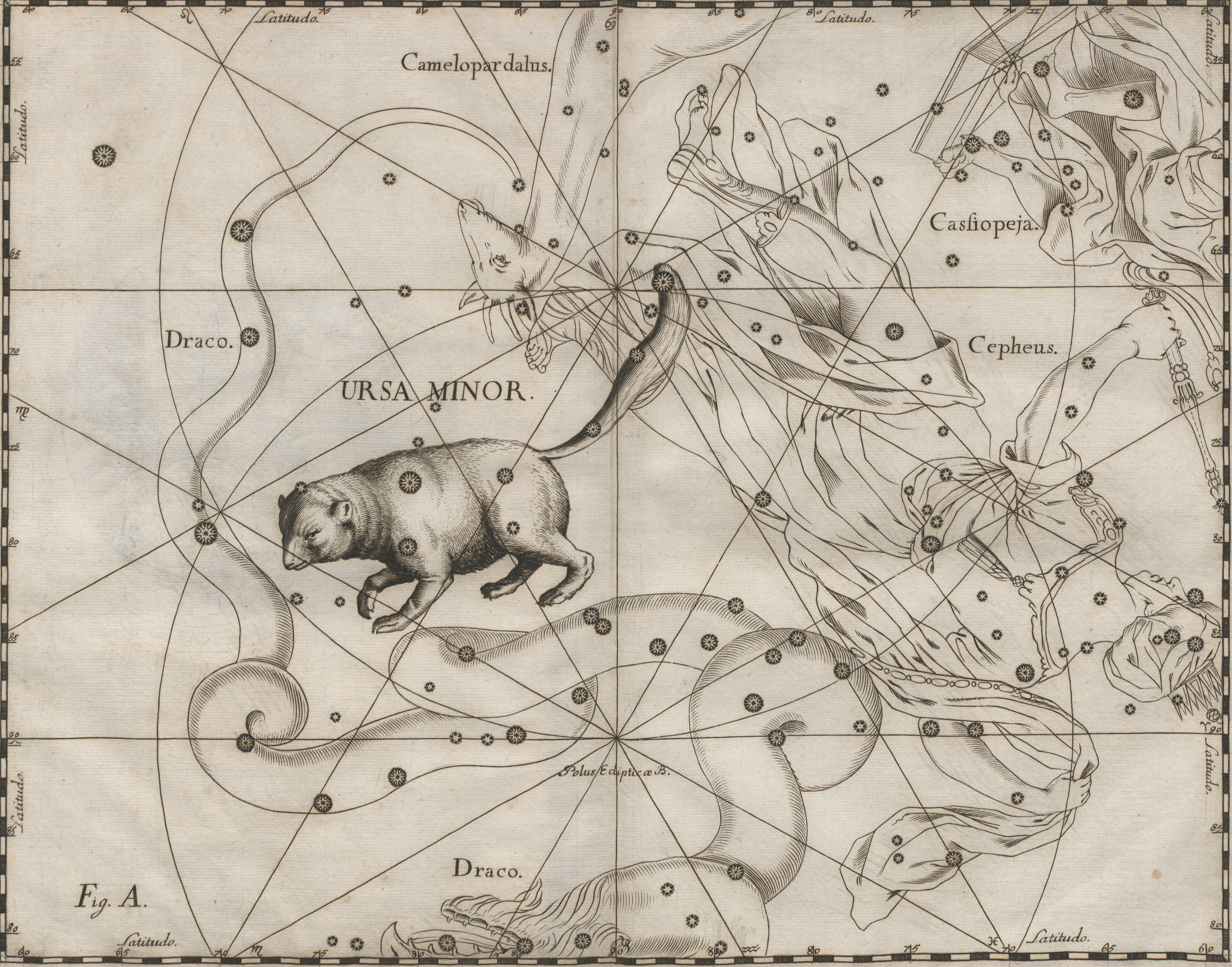
A Kis Medve csillagkép

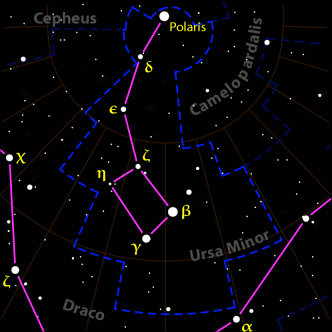
Kis Medve csillagkép

## Története, mitológia
Az ókori görögök a Nagy Medve csillagképben és a Kis Medve csillagképekben Kallisztót és Arkaszt vélték látni. Egy másik változatuk szerint a Ökörhajcsár csillagkép volt Arcas, a Kis Medve pedig egy kutya. Ez magyarázza a Polaris egykori nevét: ’’Kutyafarok’’. A Kis Medve egykori neve ’’Dragon szárnya’’ is volt.
A Kis Medvét mint csillagképet, minden bizonnyal Thalész vette át az egyiptomi csillagászatból a görög csillagképek közé. Számos nép körében szekérként ismerték: négy csillaga a kocsit, három csillaga a rudat alkotják. Ámde ez a hét csillag a Nagy Göncöl hét csillagával szemben meglehetősen halovány.
A rúd utolsó csillaga az α Ursae Minoris, vagyis a Kis Medve legfényesebb csillaga, a Sarkcsillag (Polaris), amely mintegy 0,8 fok távolságra van a valódi Északi Égi Pólustól. Arab elnevezése Alrukaba (Térd).
A Polaris 360 fényévnyire van a Földtől. F8 színképtípusú, felszíni hőmérséklete 6 300 K, tömege nyolcszorosa, (más adat szerint a  tömege 4,3(±25%), 430 fényévnyire van tőlünk), fényereje körülbelül 1 600-szorosa a Napénak. Radiális sebessége -17 km/s. A fényessége négynaponként 2,02-2,01m között változik.  2100-ban lesz legközelebb az Északi Pólushoz. A 9m-s kísérője már kis távcsővel észlelhető.

## Csillagok
| Bayer-megjelölés | név                | Közismert név | Látszólagos magnitúdó | Távolság (fényév) |
| ---------------- | ------------------ | ------------- | --------------------- | ----------------- |
| α Ursae Minoris  | Polaris            | Sarkcsillag   | 2,02                  | 430 (?)           |
| β UMi            | Kochab             | Őr            | 2,07                  | 126               |
| γ UMi            | Pherkad            | Borjú         | 3,00                  | 480               |
| δ UMi            | Yildun             |               | 4,85                  | 185               |
| ε UMi            | Urodelus           |               | 4,21                  | 347               |
| ζ UMi            | Ahfa al Farkadain  |               | 4,32                  | 376               |
| η UMi            | Anwar al Farkadain |               | 4,95                  | 97                |

- γ UMi -  kékesfehér csillag, közvetlen közelében van az ötödrendű 11 Ursae Minoris, éles látásúak szabad szemmel is észrevehetik. A két csillag egyébként teljesen független egymástól.

## Fordítás
- Ez a szócikk részben vagy egészben  az   Ursa Minor című angol Wikipédia-szócikk fordításán alapul.  Az eredeti cikk szerkesztőit annak laptörténete sorolja fel. Ez a jelzés csupán a megfogalmazás eredetét és a szerzői jogokat jelzi, nem szolgál a cikkben szereplő információk forrásmegjelöléseként.